# Mère empire
Le mère empire ou, en latin, le merum imperium, est un droit féodal.
La locution mère empire est un emprunt au latin merum imperium, composé de merum, neutre de l'adjectif merus (« mère, pur »), et d'imperium, substantif neutre (« empire, pouvoir suprême »).
Il s'agit d'un droit supérieur au droit seigneurial, qui comprend les treizain et des droits de justice, notamment de justice de sang. Il est détenu souverainement par le comte, et délégué à ses viguiers, ou à certains seigneurs (comme le seigneur de Beuil). C'est l'équivalent pour la Provence du droit de haute justice.

## Droit romain
Le merum imperium est une notion de droit romain qui nous est connue grâce à une citation d'Ulpien figurant dans le Digeste : 
« Ulpianus, libro secundo de officio quaestoris. Imperium aut merum aut mixtum est. Merum est imperium habere gladii potestatem ad animadvertendum facinorosos homines, quod etiam potestas appellatur. Mixtum est imperium cui etiam jurisdictio inest, quod in danda bonorum possessione consistit. Jurisdictio est etiam judicis dandi licentia. »
— Digeste, II, 1, 3, trad. en français par Blandine Barret-Kriegel

« Ulpien, livre II, sur l'office du questeur. L'imperium est soit simple soit mixte. L'imperium simple consiste à posséder la puissance du glaive afin de réprimer les criminels, ce que l'on appelle la puissance tout court. L'imperium mixte est l'imperium de celui à qui appartient la juridiction qui consiste à remettre en possession des biens. La juridiction est par la même la faculté de rendre les jugements. »
— trad. en français par Blandine Barret-Kriegel

## Droit féodal
Le merum imperium réapparaît, au XIIIe siècle, dans le royaume de France. Il est attesté, pour la première fois, dans l'hommage de l'évêque et vicomte d'Agde, Thédise Baldi, au comte Raymond VII de Toulouse, prêté à Montpellier le 26 août 1224. En Provence, il est attesté, pour la première fois,, dans les Statuts de Barcelonnette,, charte de fondation datée du 21 février 1232,. La même année, trois autres documents en font mention : d'abord deux diplômes de l'empereur Frédéric II en faveur du comte Raimond-Bérenger IV, datés du mois de mars, puis l'assignation de douaire à Béatrice de Savoie, épouse du comte, datée du 18 septembre.